# Flanders Tomorrow Tour
Le Flanders Tomorrow Tour est une course cycliste belge créée en 2021. Il fait partie de l'UCI Europe Tour dans la catégorie 2.2U et est réservé aux coureurs de la catégorie espoir (moins de 23 ans).
La course comprend quatre étapes sur trois jours, dont un contre-la-montre individuel. L'itinéraire traverse la province de Flandre occidentale et est principalement plat avec de courtes montées.

## Palmarès
| Année | Vainqueur        | Deuxième         | Troisième           |                  |
| ----- | ---------------- | ---------------- | ------------------- | ---------------- |
| 2021  | Mick van Dijke   | Daan Hoole       | Vincent Van Hemelen |                  |
| 2022  | Lars Boven       | Tim Marsman      | Aivaras Mikutis     |                  |
| 2023  | Jakob Söderqvist | Tibor Del Grosso | Axel van der Tuuk   |                  |
| 2024  | annulé/abandonné | annulé/abandonné | annulé/abandonné    | annulé/abandonné |